# 中日劇場
中日劇場（ちゅうにちげきじょう）は、かつて愛知県名古屋市中区栄四丁目の中日ビル（中部日本ビルディング）内にあった劇場である。

## 概要
1966年5月、中日新聞社が「中部日本新聞」から「中日新聞」への改題を記念して中日ビル内9階に開場。日本で唯一の新聞社直営劇場であり、東海地区を代表する劇場として成長した。御園座、名鉄ホールと並んで名古屋の三大劇場の一つとして数えられている。
1966年当時、空中劇場になったのは、低層階に劇場大空間をつくり、その上にオフィスを重ねる建築技術では費用が嵩むため。舞台機構は空中劇場なので舞台セット搬入を搬入リフトで行った(強風時使用不可)。廻り舞台には大迫り2、小迫り1、スッポンが上手1、下手1、プロセニアムが演目で上下、オケピットに客席がスライド収納、客席上空を斜めに横切る宙乗りは30メートル、1968年カラー中継ケーブル設置、2001年6月5日からはスーパー歌舞伎の作曲者加藤和彦作曲のチャイムが開演5分前と休憩終了5分前に鳴り、2018年劇場閉館まで使われた。
定紋は扇。中日新聞社の社章が扇の中央に描かれている。1984年の當世流小栗判官の宙乗りでは、当時の市川猿之助通常は花道の上を宙乗りするのを、客席に対角線上に客の頭上を飛ぶ宙乗りを日本で初めて行った。
しかし、中日ビルの老朽化に伴う建て替えのため、2018年3月末をもって営業を終了した。最終公演では1966年のこけら落としと同じく中京五流舞踊の特別公演が行われた。劇場閉鎖になったのは、簡保、生保、農協の団体観劇がなくなり、観劇環境が厳しくなった事情も関係する。閉館から1年が過ぎた2019年3月29日〜31日の間、中日ビル閉館前のイベントとして1年ぶりに劇場内が公開された。
建て替え後は「中日ホール&カンファレンス」として一新され、ホールは650席収容のシアターモード、432席収容でセミナー対応テーブル付きのスクールモード、及び座席を取り外した500人収容の立食パーティー・スタンディングライブモードの3形態でマルチに利用できるようになった。

## 主な公演
2月に宝塚歌劇団の公演を始め、松竹・東宝製作の公演や特別公演、9月には名古屋をどりと桂米朝一門会、12月には中京五流舞踊公演に吉本新喜劇、加藤登紀子のほろ酔いコンサートに年忘れ東西落語名人会が行われている。中日文楽と称して文楽の公演も2013年5月31日～6月2日、2014年5月31日～6月1日、2015年5月30日、5月31日、2016年5月28日、5月29日、2018年3月2日に行われた。